# Conclave de 1303

Brasão papal de Sua Santidade o Papa Bento XI

O conclave papal ocorrido entre 21 a 22 de outubro de 1303 resultou na eleição do cardeal Nicola Boccasini como Papa Bento XI depois da morte do Papa Bonifácio VIII.

## A morte de Bonifácio VIII
Papa Bonifácio VIII, durante seu pontificado, predicou a superioridade do espiritual sobre a autoridade secular, que era uma expressão da bula papal Unam Sanctam de 1302. As ideias proclamadas pelo Papa levaram a um grave conflito com o rei Filipe IV da França, cujo comportamento minaram o desejo do Papa de uma posição dominante na Europa. Felipe iniciou uma campanha de propaganda contra Bonifácio, acusando-o de heresia, simonia e várias transgressões morais. Em 7 de setembro de 1303, os agentes do rei sequestraram Bonifácio VIII em Anagni, o que foi um duro golpe para o prestígio da Santa Sé, além de ser um constrangimento para o Papa, já que um dos sequestradores, Sciarra Colonna, o esbofeteou publicamente. O rei da França pediu a abdicação do Papa, mas ele se negou e excomungou aos perpetradores do ataque. Depois de três dias, o Papa foi posto em liberdade e um mês depois (11 de outubro de 1303) faleceu.
Felipe IV contou com o apoio da poderosa família romana dos Colonna, que caíram em conflito com Bonifácio VIII. Como resultado do conflito os dois cardeais da família, (Giacomo e Pietro Colonna) foram excomungados e excluídos do Colégio Cardinalício.
Entre os aspectos positivos do pontificado de Bonifácio VIII, inclui a celebração pela primeira vez do ano jubilar de 1300, a publicação do direito canônico Liber Sextus e seu apoio à coroação do rei Premislau II da Polônia.

## Cardeais eleitores
O Colégio dos cardeais em outubro de 1303 tinha uma distribuição de 18 cardeais, incluindo 15 italianos, 2 franceses e 1 espanhol.

### Cardeais presentes
| Criado por                  | Cardeais | Por Cento |
| --------------------------- | -------- | --------- |
| Papa Urbano IV (UIV)        | 01       | 5,56 %    |
| Papa Honório IV (HIV)       | 01       | 5,56 %    |
| Papa Nicolau IV (NIV)       | 05       | 5,56 %    |
| Papa Celestino V (CV)       | 04       | 22,22 %   |
| Papa Bonifácio VIII (BVIII) | 011      | 61,11 %   |
| Total                       | 18       | 100 %     |

1. Giovanni Boccamazza (HIV)
2. Nicola Boccasini O.P. (eleito com o nome Bento XI)  (BVIII)
3. Teodorico Ranieri (BVIII)
4. Leonardo Patrasso (BVIII)
5. Pedro Rodríguez (BVIII)
6. Giovanni Minio da Morrovalle, O.F.M. (BVIII)
7. Jean Le Moine (CV)
8. Robert de Pontigny, O.Cist. (CV)
9. Gentile Partino, O.F.M.  (BVIII)
10. Matteo Orsini Rosso (BVIII)
11. Napoleone Orsini Frangipani (NIV)
12. Landolfo Brancaccio (CV)
13. Guglielmo de Longhi (CV)
14. Francesco Napoleone Orsini (UIV)
15. Giacomo Gaetani Stefaneschi (BVIII)
16. Francesco Caetani (BVIII)
17. Riccardo Petroni (BVIII)
18. Luca Fieschi (BVIII)

Devido à excomunhão aplicada em 1297, os cardeais Colonna foram excluídos da participação no conclave, já que não foram considerados como membros legítimos do Colégio Cardinalício.

## O conclave

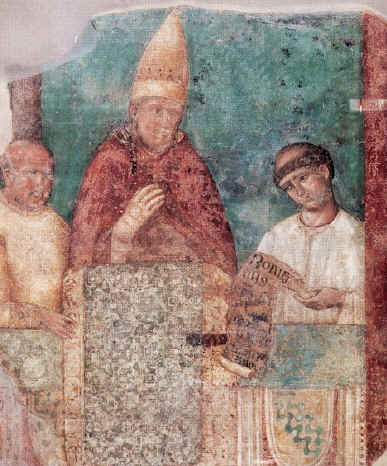
Papa Bonifácio VIII, afresco de Giotto.

O conclave teve início em 21 de outubro de 1303. Os cardeais se dividiram em partidários da política dura e inflexível contra a França de Bonifácio VIII e os pró-franceses, que culpavam ao Papa falecido de causar um conflito desnecessário com o rei. Apesar destas divisões, um acordo foi rapidamente alcançado. Já no segundo dia de deliberações, em 22 de outubro, foi eleito por unanimidade ao dominicano Nicola Boccasini, o cardeal-bispo de Ostia. Apesar de que era um colega leal e defensor de Bonifácio VIII (entre outros, se opôs abertamente ao sequestro em Anagni e acompanhou Bonifácio durante o cativeiro), também tinha a reputação de possuir um temperamento fraco e de ser conciliador, o que o converteu num candidato ideal para um compromisso. Cinco dias mais tarde a cerimônia de coroação foi celebrada na São Pedro do Vaticano.
O novo papa, apesar da boa vontade manifestada (entre outras coisas, eliminando a excomunnhão de Filipe IV e os cardeais Colonna), não poderia chegar a uma solução do conflito, que finalmente pôs fim às aspirações da Santa Sé para exercer a soberania sobre os reis de católicos do Ocidente.